# Kermesbärsväxter
Kermesbärsväxter (Phytolaccaceae) är en växtfamilj med omkring 15 släkten och omkring 165 arter. Arterna kommer från tropiska och varmtempererade områden, de flesta är från Amerika.
Familjen omfattar ört, lianer och små träd.
Familjen delas in i två undersläkten: Phytolaccoideae, med fyra släkten och Rivinioideae med nio.